# Le Flon
Le Flon ist eine politische Gemeinde im Distrikt Veveyse (deutsch: Vivisbachbezirk) des Kantons Freiburg in der Schweiz. Sie wurde am 1. Januar 2004 durch den Zusammenschluss der vorher selbständigen Gemeinden Bouloz, Pont (Veveyse) und Porsel gebildet. Der Sitz der Gemeindeverwaltung befindet sich in Porsel.

## Wappen
Blasonierung
In rot ein goldenes (gelbes) Schrägkreuz begleitet oben von einem silbernen (weissen) Zinnenturm, unten von einer grünen Birke mit silbernem Stamm auf einem grünen Berg; überdeckt von einem schwarzen rennenden Eber
Das Wappen besteht aus Teilen aus den Wappen der ehemaligen Gemeinden.

## Geographie
Le Flon liegt rund 16 km nördlich von Vevey (Luftlinie). Die Gemeinde erstreckt sich auf dem Höhenrücken zwischen den Tälern des Flon im Süden und seines rechten Seitenbachs Maflon im Norden, im äussersten Südwesten des Freiburger Mittellandes.
Die Fläche des 9,5 km² grossen Gemeindegebiets umfasst einen Abschnitt des Molasseplateaus östlich des Oberlaufs der Broye, im Alpenvorland. Das Gebiet wird von Nordosten nach Südwesten von der Talniederung des Flon durchquert. Auch der linke Talhang mit dem Waldgebiet Bois du Riez gehört weitgehend zu Le Flon. Nördlich an das Tal schliesst ein Höhenrücken an, der das Hauptsiedlungsgebiet der Gemeinde bildet und auf den Waldhöhen La Râpe (888 m ü. M.) und La Tossaire (mit 942 m ü. M. die höchste Erhebung von Le Flon) gipfelt. Am Nordabhang dieser beiden Höhen entspringt die Glâne. Nach Nordwesten erstreckt sich der Gemeindeboden in die Talmulde des Maflon. Der Höhenrücken flacht nach Südwesten allmählich ab und endet an der Mündung des Maflon in den Flon, wo sich mit 700 m ü. M. der niedrigste Punkt der Gemeinde befindet. Eine kleine Exklave liegt in einer Moorniederung nördlich von Fiaugères. Von der Gemeindefläche entfielen 1997 5 % auf Siedlungen, 20 % auf Wald und Gehölze, 74 % auf Landwirtschaft, und etwas weniger als 1 % war unproduktives Land.
Le Flon besteht aus den Dörfern
- Bouloz, 865 m ü. M., auf dem Höhenrücken zwischen dem Flon und dem Quellgebiet der Glâne, 270 Einwohner.
- Pont (Veveyse), 750 m ü. M., im Tal des Flon, 186 Einwohner.
- Porsel, 813 m ü. M., auf dem Höhenrücken zwischen dem Flon und dem Maflon, 406 Einwohner.

Zu Le Flon gehören ferner die Weiler Les Grandes-Bruyères (865 m ü. M.) bei Bouloz, Perrey-Martin (803 m ü. M.) auf dem Höhenrücken oberhalb von Pont (Veveyse) sowie über das ganze Gebiet verstreut zahlreiche Einzelhöfe. Nachbargemeinden von Le Flon sind Rue, Ursy, Siviriez, Vuisternens-devant-Romont, La Verrerie und Saint-Martin im Kanton Freiburg sowie Oron im Kanton Waadt.

## Bevölkerung
Mit 1203 Einwohnern (Stand 31. Dezember 2023) gehört Le Flon zu den kleineren Gemeinden des Kantons Freiburg. Von den Bewohnern sind 95,3 % französischsprachig, 2,4 % deutschsprachig, und 0,8 % sprechen Portugiesisch (Stand 2000). Die Bevölkerungszahl von Le Flon belief sich 1900 auf 730 Einwohner. Nachdem die Bevölkerung bis 1930 auf 808 Personen angestiegen war, wurde bis 1980 ein klarer Rückgang um mehr als 25 % auf 602 Einwohner registriert. Seither wurde wieder eine deutliche Bevölkerungszunahme verzeichnet.

## Wirtschaft
Le Flon war bis in die zweite Hälfte des 20. Jahrhunderts ein vorwiegend durch die Landwirtschaft geprägtes Gebiet. Noch heute haben die Viehzucht und die Milchwirtschaft sowie in geringerem Mass der Ackerbau eine wichtige Bedeutung in der Erwerbsstruktur der Bevölkerung. Weitere Arbeitsplätze sind im lokalen Kleingewerbe und im Dienstleistungssektor vorhanden, unter anderem in Betrieben der Holzverarbeitung, der Käseproduktion, des Baugewerbes, der Informatik und der Herstellung von Landwirtschaftsmaschinen. In den letzten Jahrzehnten hat sich Le Flon auch zu einer Wohngemeinde entwickelt. Viele Erwerbstätige sind deshalb Wegpendler, die hauptsächlich in den Regionen Oron-la-Ville und Châtel-Saint-Denis sowie in Romont arbeiten.

## Verkehr
Die Gemeinde liegt an der Hauptstrasse von Romont nach Oron-la-Ville. Durch eine Buslinie der Transports publics fribourgeois, die von Romont via Oron-la-Ville nach Palézieux-Gare verkehrt, sind alle drei Dörfer von Le Flon an das Netz des öffentlichen Verkehrs angebunden. Eine weitere Buslinie verbindet Porsel mit Moudon.

## Geschichte
Das Gemeindegebiet von Le Flon war schon sehr früh besiedelt. So wurden bei Porsel Spuren aus der mittleren Bronzezeit und Überreste einer römischen Siedlung gefunden.
Seit dem Mittelalter gehörten Teile des heutigen Gemeindegebietes zur Herrschaft Oron, während auch die Abtei Haut-Crêt über reichen Grundbesitz verfügte. Die Familie Illens unterhielt nahe der Mündung des Maflon in den Flon seit dem 12. Jahrhundert eine Burg, die sie zum Mittelpunkt einer kleinen Herrschaft machte. Im Lauf des 16. Jahrhunderts kam das Gebiet unter die Herrschaft von Freiburg und wurde der Vogtei Rue zugeordnet. Nach dem Zusammenbruch des Ancien Régime (1798) gehörten die Dörfer während der Helvetik und der darauf folgenden Zeit zum damaligen Bezirk Rue, bevor sie 1848 in den Bezirk Veveyse eingegliedert wurden.
Im Rahmen der vom Kanton Freiburg seit 2000 geförderten Gemeindefusionen votierten die Stimmberechtigten von Porsel, Bouloz und Pont (Veveyse) am 10. Juni 2003 mit einer Ja-Mehrheit von 91,7 % für das Zusammenlegen ihrer Gemeinden. Mit Wirkung auf den 1. Januar 2004 entstand deshalb die Gemeinde Le Flon, die nach dem Bach Flon, der alle drei vorherigen Gemeindegebiete durchquert, benannt wurde. Die Gemeindeverwaltung befindet sich in Bouloz, während Porsel Sitz der Pfarrei ist.